# John Winthrop (educador)
John Winthrop (19 de diciembre de 1714 – 3 de mayo de 1779) fue un matemático, físico y astrónomo estadounidense, 2º Profesor Hollis de Matemáticas y Filosofía Natural en la Universidad de Harvard. 

## Primeros años
Winthrop nació en Boston, Massachusetts. Su tatarabuelo, también llamado John Winthrop, fue fundador de la Colonia de la Bahía de Massachusetts. Se graduó en 1732 por la Universidad de Harvard, donde ejerció como profesor de matemáticas y filosofía natural durante 41 años, desde 1738 hasta su muerte en 1779.

## Carrera
Winthrop fue uno de los hombres de ciencia más importantes en Estados Unidos durante el siglo XVIII, y su impacto en los primeros avances técnicos en Nueva Inglaterra resultó particularmente significativo. Tanto Benjamin Franklin como Benjamin Thompson (el Conde Rumford), probablemente deben mucho de su temprano interés por la investigación científica a su influencia. También tuvo una influencia decisiva en la educación filosófica temprana de John Adams, durante sus últimos tiempos en Harvard.
Mantuvo correspondencia regularmente con la Royal Society de Londres, siendo uno de los primeros intelectuales americanos de su tiempo en ser tomado en serio en Europa. Fue notorio su intento de explicar el Terremoto de Lisboa de 1755 desde un punto de vista científico, y no como una manifestación religiosa. Por su aplicación de cálculos matemáticos a la actividad de los sismos posteriores al gran terremoto, en ocasiones se le considera como el fundador de la ciencia de la sismología.
Además, observó los tránsitos de Mercurio de 1740 y 1761, y viajó hasta Terranova para observar un tránsito de Venus. Realizó el viaje en un barco fletado por la Provincia de Massachusetts, probablemente en la primera expedición científica enviada al exterior por cualquier incipiente estado de la Unión.
Ostentó la presidencia suplente de Harvard en 1769 y otra vez en 1773; pero en ambas ocasiones declinó la oferta de asumir la presidencia con plenos poderes. Durante nueve meses entre 1775 y 1776, cuando Harvard se trasladó a Concord (Massachusetts), Winthrop ocupó la casa que posteriormente se hizo famosa como The Wayside, el hogar de Louisa May Alcott y de Nathaniel Hawthorne.
Así mismo, estuvo activamente interesado en diversos asuntos públicos: intervino varios años como juez de paz en el Condado de Middlesex; formó parte del consejo del Gobernador en 1773 y 1774; y posteriormente ofreció su apoyo y su influencia a la causa patriótica de la Revolución.

## Escritos publicados
- Lecture on Earthquakes (1755)
- Answer to Mr. Prince's Letter on Earthquakes (1756)
- Account of Some Fiery Meteors (1755)
- Two Lectures on the Parallax (1769)

## Vida personal

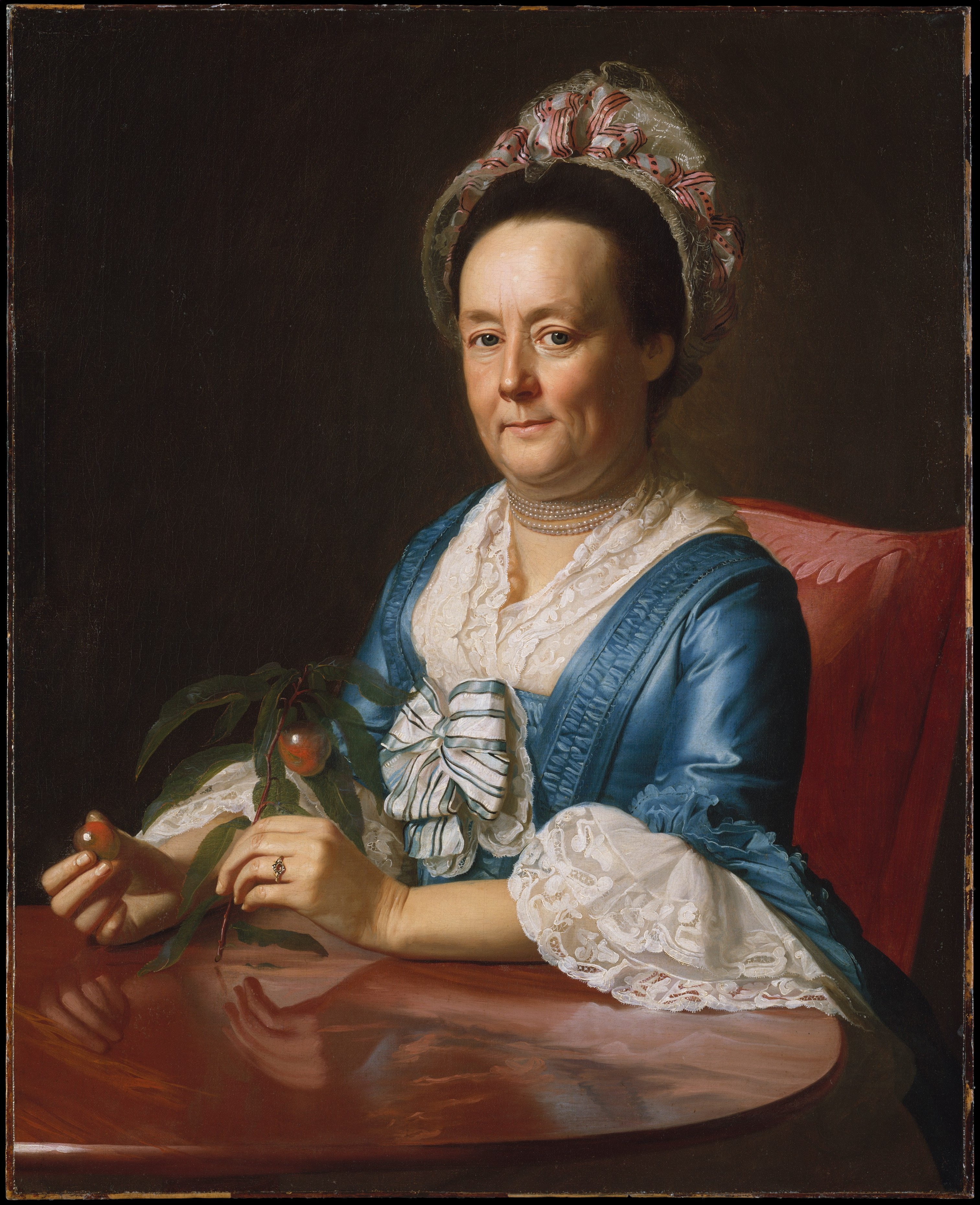
Una retrato de su mujer, Hannah Fayerweather Winthrop, obra de John Singleton Copley (1773)

En 1756 se casó con Hannah Fayerweather (1727–1790), hija de Thomas y Hannah Waldo Fayerweather. Fue bautizada en la Primera Iglesia de Boston, el 12 de febrero de 1727, y había estado anteriormente casada en 1745 con Parr Tolman.
La pareja tuvo un hijo, James Winthrop, quien continuó el trabajo político de su padre.

## Eponimia
- El cráter lunar Winthrop lleva este nombre en su memoria.[3]